# Tromikosoma hispidum
Tromikosoma hispidum is een zee-egel uit de familie Echinothuriidae.
De wetenschappelijke naam van de soort werd in 1898 gepubliceerd door Alexander Agassiz.